# روث أرشيبالد
روث أرشيبالد (بالإنجليزية: Ruth Archibald)‏ هي دبلوماسية دومينيكاوية، ولدت في 26 يوليو 1949.